# Теда Бара
Теда Бара (на английски: Theda Bara), родена Теодосия Бар Гудман, е американска актриса, звезда на нямото кино и секс символ на 10-те години. От 1960 г. има звезда на Холивудската алея на славата.

## Произход
Теда Бара е със смесен полски, френски, немски и еврейски произход. Разпространено е мнението, че името на актрисата е анаграма на Arab Death („арабска смърт“), но всъщност Теда е умалително на Теодосия – рожденото, истинско име на звездата, а Бара е бащиното ѝ име, което в случая всъщност е името на баба ѝ по майчина линия.

## Кариера
Шеметната кариера на Теда Бара трае само 5 години – от 1915 до 1919 г., но за това време тя успява да се нареди сред най-популярните актриси на своето време и първите секс символи в киното. За този период се снима в общо 40 филма. Носи прозвището „Жената-вампир“, което по онова време е синоним на фатална жена.
В зората на киното тя се прочува с неприличните си костюми, в които голотата ѝ почти не е прикрита. От нейния най-скандален филм „Клеопатра“ (1917) днес са се запазили само отделни кадри.

## Личен живот
По време на Първата световна война се занимава с обществена дейност и дава собствени пари за нуждите на военните.
През 1921 г. се жени за Чарлс Брабин – английски сценарист и кинорежисьор, и остава с него до смъртта си през 1955 г. Умира от рак на стомаха.

## Филмография
| - 1914: The Stain - 1915: Siren of Hell - 1915: A Fool There Was - 1915: Kreutzer Sonata - 1915: The Clemenceau Case - 1915: The Devil's Daughter - 1915: Lady Audley's Secret - 1915: The Two Orphans - 1915: Sin - 1915: Carmen - 1915: The Galley Slave - 1915: Destruction - 1916: The Serpent - 1916: Gold and the Woman - 1916: The Eternal Sappho - 1916: East Lynne - 1916: Under Two Flags - 1916: Her Double Life - 1916: Romeo and Juliet - 1916: The Vixen - 1917: The Darling of Paris - 1917: The Tiger Woman | - 1917: Her Greatest Love - 1917: Heart and Soul - 1917: Camille - 1917: Cleopatra - 1917: The Rose of Blood - 1917: Madame Du Barry - 1918: The Forbidden Path - 1918: The Soul of Buddha - 1918: Under the Yoke - 1918: Salome - 1918: When a Woman Sins - 1918: The She Devil - 1919: The Light - 1919: When Men Desire - 1919: The Siren's Song - 1919: A Woman There Was - 1919: Kathleen Mavourneen - 1919: La Belle Russe - 1919: The Lure of Ambition - 1921: The Prince of Silence - 1925: The Unchastened Woman - 1926: Madame Mystery |